# Pieris koidzumiana
Pieris koidzumiana är en ljungväxtart som beskrevs av Jisaburo Ohwi. Pieris koidzumiana ingår i släktet buskroslingar, och familjen ljungväxter. Inga underarter finns listade i Catalogue of Life.